# Patric Blomdahl
Patric Bo Steven Linus Blomdahl, född 30 januari 1984 i Stockholm, är en svensk före detta ishockeyspelare. Han gjorde seniordebut med AIK i Hockeyallsvenskan under säsongen 2002/03. Under fyra säsonger spelade han för Linköping HC i Elitserien. Under sina sista år i klubben tog han SM-silver två år i följd. Under sin tid i Linköping spelade han också under en period för Nyköpings Hockey. Mellan 2008 och 2010 spelade han för Frölunda HC.
I april 2010 återvände Blomdahl till AIK, där han spelade de följande fem säsongerna. 2013 utsågs han till ny lagkapten och den följande säsongen, 2013/14, degraderades klubben från SHL till Hockeyallsvenskan. 2015 tvingades han avsluta sin karriär som ishockeyspelare på grund av skada. Sedan 2017 har han spelat sporadiskt för Hässelby Kälvesta i lägre divisioner.
I sina ungdoms- och juniorår vann Blomdahl TV-pucken med Stockholm. 2004 spelade han JVM för Sverige i Finland.

## Karriär

### Klubblag
Blomdahls moderklubb är IK Göta. 2000 spelade han för Stockholm i TV-pucken där han vann guld. Under sina ungdomsår spelade han i Ekerö IK och Huddinge IK innan han gick vidare till AIK, där han spelade som junior. Under sommaren 2002 draftades Blomdahl av Washington Capitals i den nionde rundan som nummer 272 totalt. Den följande säsongen gjorde han seniordebut med AIK i Hockeyallsvenskan, samtidigt som han också spelade för klubbens J20-lag. På 21 matcher i Hockeyallsvenskan noterades han för ett mål och en assist. Han spelade sedan också Kvalserien till Elitserien i ishockey 2003, där han på sju matcher stod för ett mål. AIK misslyckades att ta sig till Elitserien och inför säsongen 2003/04 utsågs Blomdahl till en av lagets assisterande kaptener. Denna säsong kom att bli han poängmässigt bästa i AIK. På 42 grundseriematcher noterades han för tolv poäng, varav åtta mål. Laget tog sig åter till Kvalserien, men misslyckades att avancera till Elitserien.
Den 10 juni 2004 meddelades det att Blomdahl skrivit ett tvåårsavtal med Linköping HC i Elitserien. På grund av NHL-lockouten lånades Blomdahl den 7 september 2004 ut till Nyköpings Hockey i Hockeyallsvenskan. Senare samma månad gjorde han Elitseriedebut, den 28 september, i en 7–3-seger mot HV71. Totalt spelade han fyra grundseriematcher för Linköping. Större delen av säsongen tillbringade han med Nyköping, där han på 37 matcher noterades för tre mål och en assist. Laget spelade sedan Kvalserien till Elitserien i ishockey 2005, där Blomdahl gjorde åtta poäng på tio matcher.
Säsongen 2005/06 var Blomdahl ordinarie i Linköping. I en 1–3-seger mot Mora IK den 27 oktober 2005 fastställde han slutresultatet, på Daniel Sperrle, och noterades därmed för sitt första Elitseriemål. Han stod sedan för ytterligare två mål i grundserien, där han spelade totalt 45 matcher. Laget slutade på tredje plats i grundserien och Blomdahl spelade därefter sitt första SM-slutspel. Efter att ha slagit ut Luleå HF med 4–2 i kvartsfinalserien, besegrades Linköping i semifinal av Frölunda HC med 4–3 i matcher. Under slutspelet var Blomdahl den spelare som drog på sig flest antal utvisningsminuter.

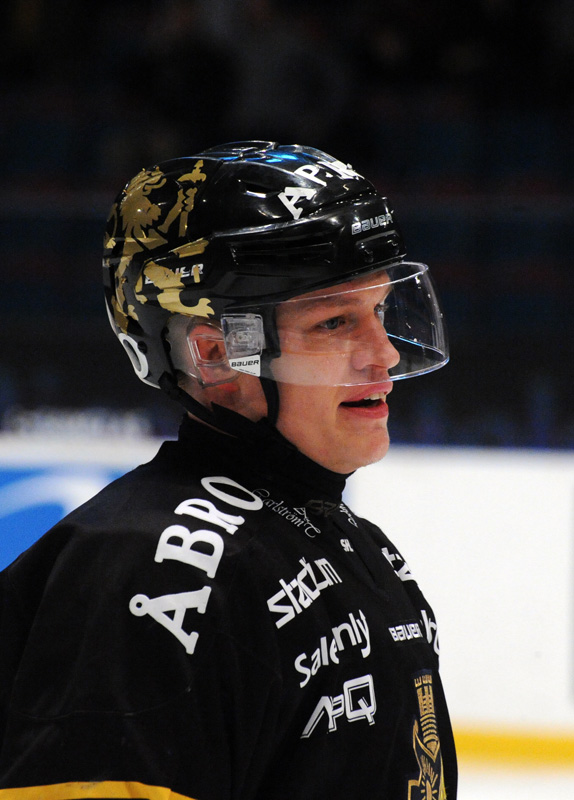
Blomdahl med AIK 2014.

Den 10 april 2006 förlängde Blomdahl sitt avtal med Linköping med ytterligare en säsong. Den följande säsongen gjorde han en assistpoäng på 47 grundseriematcher. Linköping slutade på fjärde plats i grundserien och ställdes mot Luleå HF i kvartsfinal. Den 12 mars 2017, i seriens tredje match, noterades Blomdahl för sitt första hat trick i Elitserien då laget vann med 5–2 och därmed slog ut Luleå med 4–0 i matcher. Linköping besegrade sedan också Färjestad BK i semifinal, med 4–1 i matcher och var därmed klara för SM-final för första gången i klubbens historia. I matchserien mot Modo Hockey hade klubben en 2–1-ledning, men förlorade sedan tre matcher i följd och tilldelades således ett SM-silver. På 15 slutspelsmatcher stod Blomdahl för nio poäng (sex mål, tre assist) och var lagets främste målskytt. Säsongen 2007/08 kom att bli Blomdahls sista med Linköping. I grundserien var han den i laget som drog på sig flest utvisningsminuter (100). I SM-slutspelet slog Linköping ut Djurgårdens IF och Färjestad BK med (båda med 4–1 i matcher) i kvarts-, respektive semifinal. För andra säsongen i rad förlorade laget SM-finalen, denna gång mot HV71 med 4–2 i matcher. Blomdahl stod för sex poäng, varav fyra mål, på 16 matcher.
Den 25 april 2008 skrev Blomdahl ett tvåårsavtal med Frölunda HC. För tredje säsongen i följd drog Blomdahl på sig minst 100 utvisningsminuter i grundserien. Efter att ha slutat på tredje plats i grundserien tog sig Frölunda till SM-semifinal sedan man slagit ut Luleå HF med 4–1 i kvartsfinalserien. I semifinal föll man dock mot HV71 med 4–2 i matcher. Under sin andra säsong i Frölunda tog sig laget åter till SM-slutspel. Laget ledde kvartsfinalserien mot Linköping HC med 3–1 i matcher, men förlorade de tre efterföljande matcherna och var därmed utslagna.
Den 20 april 2010 skrev Blomdahl ett tvåårsavtal med AIK, som vid den här tidpunkten avancerat i seriesystemet till Elitserien. I oktober och november samma år var han borta från spel på grund av en ryggskada. Totalt missade han under den här perioden tolv grundseriematcher. På 39 matcher noterades Blomdahl för tre mål och tre assist. AIK var det sista laget att ta sig till SM-slutspel och lyckades i kvartsfinalserien slå ut grundseriesegrarna HV71 med 4–0 i matcher. Segersviten stoppades dock i semifinalserien, där Färjestad BK vann med 4–0 i matcher. Säsongen 2011/12 gjorde Blomdahl sin poängmässigt främsta säsong i Elitserien. Han missade endast en match av grundserien och stod för tolv poäng på 54 matcher (fem mål, sju assist). Den 24 februari 2012 förlängde han sitt avtal med AIK med ytterligare två år.
Blomdahl missade en stor del av den första halvan av säsongen 2012/13 på grund av skador. Den 18 januari 2013 tog han över som lagkapten i AIK, efter att den tidigare kaptenen Dick Tärnström tvingats avsluta sin karriär på grund av en diskbråckskada. På 34 grundseriematcher stod Blomdahl för två mål och två assistpoäng. AIK slutade på nionde plats i serien och missade därmed slutspelet. Säsongen 2013/14 slutade AIK sist i grundserie och tvingades till spel i Kvalserien till Svenska Hockeyligan 2014. Blomdahl missade avslutningen av grundserien samt inledningen av Kvalserien på grund av skada. Efter seger i den inledande omgång förlorade AIK sedan fyra raka matcher och vann till slut endast två av tio matcher. Man slutade näst sist i Kvalserien och degraderades därför till Hockeyallsvenskan.
Den 7 maj 2014 meddelades det att Blomdahl förlängt sitt avtal med AIK med ett år. Blomdahl missade avslutningen av säsongen då han under en träning skadade handleden, vilket senare krävde operation. Detta kom att bli Blomdahls sista säsong som professionell ishockeyspelare. Sedan 2017 har Blomdahl spelat sporadiskt i lägre divisioner för Hässelby Kälvesta.

### Landslag
2003 blev Blomdahl uttagen att spela sitt första, och enda, JVM, som avgjordes i Finland 2004. Sverige misslyckades att ta sig till slutspel och tvingades kvala för att hålla sig kvar i JVM:s toppdivision. På fyra spelade matcher noterades Blomdahl för två mål.

## Statistik

### Klubblag
| 2002–03                  | AIK                      | HA                       | 21  | 1  | 1  | 2  | 14  | 7  | 1  | 0 | 1  | 4   |
| 2003–04                  | AIK                      | HA                       | 42  | 8  | 4  | 12 | 46  | 6  | 1  | 1 | 2  | 0   |
| 2004–05                  | Nyköpings Hockey         | HA                       | 37  | 3  | 1  | 4  | 54  | 10 | 4  | 4 | 8  | 10  |
| 2004–05                  | Linköping HC             | SHL                      | 4   | 0  | 0  | 0  | 4   | —  | —  | — | —  | —   |
| 2005–06                  | Linköping HC             | SHL                      | 45  | 3  | 0  | 3  | 93  | 13 | 1  | 0 | 1  | 94  |
| 2006–07                  | Linköping HC             | SHL                      | 47  | 0  | 1  | 1  | 106 | 15 | 6  | 3 | 9  | 12  |
| 2007–08                  | Linköping HC             | SHL                      | 52  | 7  | 3  | 10 | 100 | 16 | 4  | 2 | 6  | 36  |
| 2008–09                  | Frölunda HC              | SHL                      | 48  | 5  | 2  | 7  | 116 | 11 | 0  | 0 | 0  | 31  |
| 2009–10                  | Frölunda HC              | SHL                      | 49  | 6  | 2  | 8  | 90  | 7  | 1  | 0 | 1  | 16  |
| 2010–11                  | AIK                      | SHL                      | 39  | 3  | 3  | 6  | 92  | 8  | 1  | 0 | 1  | 10  |
| 2011–12                  | AIK                      | SHL                      | 54  | 5  | 7  | 12 | 20  | 12 | 2  | 1 | 3  | 12  |
| 2012–13                  | AIK                      | SHL                      | 34  | 2  | 2  | 4  | 51  | —  | —  | — | —  | —   |
| 2013–14                  | AIK                      | SHL                      | 48  | 7  | 3  | 10 | 44  | 6  | 0  | 0 | 0  | 2   |
| 2014–15                  | AIK                      | HA                       | 37  | 4  | 4  | 8  | 24  | —  | —  | — | —  | —   |
| 2017–18                  | Hässelby Kälvesta        | Div. 4                   | 7   | 15 | 8  | 23 | 4   | 1  | 0  | 2 | 2  | 0   |
| 2019–20                  | Hässelby Kälvesta        | Div. 4                   | 2   | 0  | 2  | 2  | 2   | —  | —  | — | —  | —   |
| 2021–22                  | Brödernas Hockey         | Div. 4                   | 10  | 10 | 14 | 24 | 41  | 3  | 2  | 2 | 4  | 4   |
| SHL totalt               | SHL totalt               | SHL totalt               | 420 | 38 | 23 | 61 | 716 | 88 | 15 | 6 | 21 | 213 |
| Hockeyallsvenskan totalt | Hockeyallsvenskan totalt | Hockeyallsvenskan totalt | 137 | 16 | 10 | 26 | 138 | 23 | 6  | 5 | 11 | 14  |

### Internationellt
| År            | Lag           | Turnering     | Matcher | Mål | Assists | Poäng | Utv. |
| ------------- | ------------- | ------------- | ------- | --- | ------- | ----- | ---- |
| 2004          | Sverige       | JVM           | 4       | 2   | 0       | 2     | 20   |
| Junior totalt | Junior totalt | Junior totalt | 4       | 2   | 0       | 2     | 20   |